# 1814 في الكويت
فيما يلي قوائم الأحداث التي وقعت خلال عام 1814 في الكويت.

## سياسة

### تعيين في المنصب
- 1 يناير – جابر بن عبد الله الصباح أمير دولة الكويت.

### انتهاء فترة المنصب
- 3 مايو – عبد الله بن صباح بن جابر الصباح أمير دولة الكويت.

## مواليد

### يناير
- 1 يناير – عبد الله الثاني الصباح

## وفيات

### يناير
- 1 يناير – سعود الكبير بن عبد العزيز بن محمد آل سعود (مواليد 1759) الإمام الثالث للدولة السعودية الأولى.

### مايو
- 5 مايو – عبد الله بن صباح بن جابر الصباح (مواليد 1740)